# Xinhua Road Sports Center
Xinhua Road Sports Center – wielofunkcyjny stadion w mieście Wuhan, w Chinach. Jego budowa rozpoczęła się w 1954 roku, a otwarcie nastąpiło w kwietniu 1955 roku. Obiekt może pomieścić 32 000 widzów. Stadion był jedną z aren piłkarskich Mistrzostw Azji U-19 kobiet w 2009 roku. Rozegrano na nim dwa spotkania fazy grupowej turnieju.